# グランフィールズカントリークラブ
グランフィールズカントリークラブ（Grand Fields Country Club）は、静岡県三島市五輪に広がるゴルフ場である。

## 概要
グランフィールズカントリークラブは、1951年（昭和26年）8月、「富士緑化株式会社（現・株式会社富士グリーンテック）」によって、新たなゴルフ場建設に向け土木造成や造園緑地工事を開始、その後、1992年（平成4年）11月20日、18ホール規模のゴルフ場が開場。
2003年（平成15年）2月21日、富士緑化株式会社が民事再生法の申請。同年9月24日、会員などの資金拠出による債務弁済、会員参加での事業継続を目指す再生計画案が成立、「株式会社WING」による新たな株主制での経営が決定、運営は「株式会社グランフィールズ」が行っている。
コース設計は、浅見勝一が、工事は鹿島建設株式会社・株式会社間組・株式会社富士グリーンテック（旧・富士緑化株式会社）が行った。ゴルフ場は、箱根の西麓、三島市街を見渡すなだらかな丘陵地に、日本庭園風のレイアウトの丘陵コースである。
また、日本のプロゴルフメジャー大会の1つ、日本プロゴルフ協会主催競技でもあり、日本選手権大会に相当する、日本プロゴルフ選手権大会の2022年（令和4年）開催が決定している。

## 所在地
〒411-0000 静岡県三島市五輪4716番地

## コース情報
- 開場日 - 1992年11月20日
- 設計者 - 浅見 勝一
- 施工者 - 鹿島建設株式会社・株式会社間組・株式会社富士グリーンテック（旧・富士緑化株式会社）
- 面積 - 1,387,800m2（約41.9万坪）
- コースタイプ - 丘陵コース
- コース - 18ホールズ、パー72、7,180ヤード、コースレート74.4
- グリーン - 1グリーン、ベント（ペンクロス）
- プレースタイル - キャディ付き５人乗りカート、
- 練習場 - 11打席 210ヤード
- 休場日 - 12月31日、1月1日[4]

## クラブ情報
- ハウス設計 - 株式会社大宇根建築設計事務所
- ハウス施工 - 鹿島建設株式会社・株式会社間組[4]

## ギャラリー
- コース - [5]
- ハウス - [6]

## 交通アクセス
鉄道
- JR東海道新幹線 - 三島駅よりクラブバス利用 約20分

道路
- 東名高速道路 - 沼津ICより 18km 約20分
- 小田原厚木道路 - 小田原西ICより 28km 約30分[7]

## メジャー選手権
- 2022年（令和4年） - 第89回 日本プロゴルフ選手権大会開催予定[8]

## 関連文献
- 『ゴルフ場ガイド 東版』2006-2007、「グランフィールズカントリークラブ（静岡県）」、東京 ゴルフダイジェスト社、2006年5月、2020年9月8日閲覧